# Tartarughe all'infinito
Tartarughe all'Infinito è un romanzo per ragazzi scritto dall'autore americano John Green, pubblicato originariamente il 10 ottobre 2017 da Dutton Books e nella traduzione italiana da Rizzoli l'11 ottobre 2017. La sua pubblicazione è stata annunciata durante VidCon 2017, la videoconferenza online co-fondata da Green e suo fratello Hank. È il suo primo lavoro dal romanzo del 2012 Colpa delle stelle. A dicembre 2017, Green ha annunciato lo sviluppo di un adattamento cinematografico.

## Temi
La storia è incentrata sulla sedicenne Aza Holmes, una studentessa liceale con molteplici disturbi d'ansia, e sulla sua ricerca di un miliardario fuggiasco. Gli unici altri dettagli della trama noti al pubblico prima del rilascio erano la presenza di tuatara, fanfiction di Star Wars e di una riunione inaspettata e la trattazione di temi di amicizia e valori di vita.
Parlando del romanzo, Green ha dichiarato: "Questo è il mio primo tentativo di scrivere direttamente del tipo di malattia mentale che ha influenzato la mia vita sin dall'infanzia, quindi seppur la storia sia fittizia, è anche piuttosto personale."

## Trama
Aza Holmes è una studentessa di 16 anni della scuola superiore di Indianapolis che lotta con l'ansia, principalmente causata dalla paura di una possibile proliferazione di microorganismi nocivi nel suo microbioma. Costantemente preoccupata per l'infezione, in particolare per C. difficile, riapre ripetutamente un taglio non completamente guarito al dito nel tentativo di eliminare ciò che crede siano agenti patogeni. Aza ha due amici intimi: Mychal Turner, un aspirante artista, e la sua migliore amica, Daisy Ramirez, che scrive numerose fanfiction di Star Wars.
Un giorno, a scuola, Daisy scopre che Russell Pickett, un magnate della costruzione miliardario e il padre di una delle vecchie conoscenze di Aza, Davis Pickett, è scomparso per sfuggire alle indagini sulle frodi che lo riguardavano. Tentata dalla ricompensa di 100 000 $ destinata a chiunque avesse fornito le informazioni che avrebbero portato all'arresto di Pickett, Daisy guida Aza alla ricerca del miliardario scomparso. Dopo aver fatto un giro in canoa attraverso il White River ed essersi nascoste nel recinto di Pickett, vengono catturate dalla guardia di sicurezza, che le porta ad incontrare Davis.
Dopo l'incontro, Davis e Aza iniziano una relazione. Nel tentativo di persuadere le due ragazze a smettere di perseguire l'anziano Pickett, Davis dà ad Aza 100 000 $ presi da vari nascondigli intorno alla casa. La ragazza sceglie di dividere i soldi con Daisy. Allo stesso tempo, Daisy diventa coinvolta sentimentalmente con Mychal. Col passare del tempo, Aza arriva a credere che non possa superare la sua ansia, e che questa le impedirà per sempre una normale relazione con Davis. Trova numerosi post sul blog del ragazzo sui suoi sentimenti sia per la scomparsa di suo padre che per la sua relazione con lei.
Aza legge per la prima volta le fan-fiction di Daisy, scoprendo che la sua amica le ha usate come sfogo per le frustrazioni che la loro amicizia le causa da tempo. Il loro rapporto si deteriora rapidamente, e un'accesa discussione nella macchina di Aza causa un incidente automobilistico. Aza passa diverse settimane in ospedale. Le due restaurano la loro amicizia una volta che lei è guarita.
A un'esibizione d'arte all'interno di un incompiuto sistema di drenaggio al di fuori del Pogue's Run (di cui la società di Pickett era responsabile), Aza e Daisy esplorano da sole le tubature, e finalmente risolvono il mistero. Dopo aver notato un cattivo odore proveniente dalla zona, sospettano che il miliardario sia già morto. Aza racconta a Davis della loro scoperta, e il ragazzo la segnala anonimamente alla polizia, che trova il corpo.
Data la perdita dei loro genitori e della loro casa (la madre era morta anni prima), aggiunto al fatto che il padre aveva lasciato tutta la sua fortuna al suo tuatara domestico, Davis e suo fratello minore Noah decidono di trasferirsi in Colorado. Mentre Davis e Aza si salutano, lei riflette sulle numerose possibilità che il suo futuro le riserva.